# Campionati europei di nuoto in vasca corta 2010 - 50 metri dorso femminili
Le qualifiche per la semifinale si sono svolte la mattina del 27 novembre 2010, mentre la semifinale e la finale si sono svolte la sera dello stesso giorno.

## Medaglie
| Posizione | Atleta           | Paese     |
| --------- | ---------------- | --------- |
| Oro       | Sanja Jovanović  | Croazia   |
| Argento   | Elena Gemo       | Italia    |
| Bronzo    | Simona Baumrtova | Rep. Ceca |

## Record
Prima della manifestazione il record del mondo (RM), il record europeo (EU) e il record dei campionati (RC) erano i seguenti.
| Record mondiale       | 25.70 | Sanja Jovanović Croazia | 12 dicembre 2009 Istanbul, Turchia |
| Record europeo        | 25.70 | Sanja Jovanović Croazia | 12 dicembre 2009 Istanbul, Turchia |
| Record dei campionati | 25.70 | Sanja Jovanović Croazia | 12 dicembre 2009 Istanbul, Turchia |

Durante la competizione non sono stati migliorati record.

## Risultati batterie
| Pos. | Atleta                       | Nazionalità | Tempo       | Batteria    | Corsia      | Note        |
| ---- | ---------------------------- | ----------- | ----------- | ----------- | ----------- | ----------- |
| 1    | Hinkelien Schreuder          | Paesi Bassi | 27.38       | 4           | 4           |             |
| 2    | Elena Gemo                   | Italia      | 27.60       | 5           | 3           |             |
| 3    | Laura Letrari                | Italia      | 27.75       | 3           | 5           |             |
| 4    | Alexandra Papusha            | Russia      | 27.88       | 3           | 7           |             |
| 5    | Ksenia Moskvina              | Russia      | 27.90       | 3           | 4           |             |
| 5    | Aleksandra Kovaleva          | Bielorussia | 27.90       | 4           | 8           |             |
| 7    | Rachel Lefley                | Regno Unito | 27.96       | 5           | 2           |             |
| 8    | Daryna Zevina                | Ucraina     | 28.03       | 4           | 3           |             |
| 9    | Simona Baumrtova             | Rep. Ceca   | 28.07       | 5           | 5           |             |
| 10   | Valery Svigir                | Croazia     | 28.13       | 4           | 7           |             |
| 11   | Sanja Jovanović              | Croazia     | 28.16       | 5           | 4           |             |
| 12   | Aisling Cooney               | Irlanda     | 28.17       | 3           | 1           |             |
| 13   | Fabienne Nadarajah           | Austria     | 28.21       | 4           | 5           |             |
| 14   | Cloe Credeville              | Francia     | 28.28       | 5           | 8           |             |
| 15   | Ekaterina Avramova           | Bulgaria    | 28.30       | 3           | 2           |             |
| 16   | Marica Strazmester           | Serbia      | 28.34       | 4           | 6           |             |
| 17   | Wendy Van Der Zanden         | Paesi Bassi | 28.43       | 4           | 1           |             |
| 18   | Theodora Drakou              | Grecia      | 28.45       | 4           | 2           |             |
| 19   | Alexandra Putra              | Francia     | 28.46       | 2           | 2           |             |
| 20   | Alzbeta Rehorkova            | Rep. Ceca   | 28.51       | 2           | 1           |             |
| 21   | Marketa Strapkova            | Rep. Ceca   | 28.53       | 3           | 8           |             |
| 22   | Alina Vats                   | Ucraina     | 28.58       | 2           | 7           |             |
| 23   | Katarina Milly               | Slovacchia  | 28.65       | 5           | 7           |             |
| 24   | Laurence Fedrigo             | Svizzera    | 28.77       | 2           | 6           |             |
| 25   | Kimberly Buys                | Belgio      | 28.80       | 2           | 3           |             |
| 25   | Lotta Nevalainen             | Finlandia   | 28.80       | 2           | 8           |             |
| 27   | Mathilde Cini                | Francia     | 28.88       | 1           | 2           |             |
| 28   | Pernille Larsen              | Danimarca   | 28.90       | 5           | 6           |             |
| 29   | Kaetlin Sepp                 | Estonia     | 29.11       | 2           | 5           |             |
| 30   | Anni Alitalo                 | Finlandia   | 29.21       | 5           | 1           |             |
| 31   | Anna Schegoleva              | Cipro       | 29.26       | 1           | 7           |             |
| 32   | Ingibjoerg Kristi Jonsdottir | Islanda     | 29.36       | 1           | 5           |             |
| 33   | Sarah Rolko                  | Lussemburgo | 29.47       | 2           | 4           |             |
| 34   | Matea Samardžić              | Croazia     | 29.48       | 1           | 4           |             |
| 35   | Ursa Bezan                   | Slovenia    | 29.81       | 1           | 3           |             |
| 36   | Patricia Aschan              | Finlandia   | 30.31       | 1           | 6           |             |
|      | Katharina Stiberg            | Norvegia    | non partita | non partita | non partita | non partita |
|      | Ingvild Snildal              | Norvegia    | non partita | non partita | non partita | non partita |

## Semifinali
| Pos. | Atleta              | Nazionalità | Tempo       | Batteria    | Corsia      | Note        |
| ---- | ------------------- | ----------- | ----------- | ----------- | ----------- | ----------- |
| 1    | Simona Baumrtova    | Rep. Ceca   | 27.25       | 1           | 6           |             |
| 2    | Elena Gemo          | Italia      | 27.35       | 2           | 4           |             |
| 3    | Sanja Jovanović     | Croazia     | 27.48       | 1           | 2           |             |
| 4    | Daryna Zevina       | Ucraina     | 27.67       | 2           | 6           |             |
| 5    | Fabienne Nadarajah  | Austria     | 27.69       | 1           | 7           |             |
| 6    | Laura Letrari       | Italia      | 27.75       | 1           | 4           |             |
| 7    | Rachel Lefley       | Regno Unito | 27.80       | 1           | 3           |             |
| 8    | Alexandra Papusha   | Russia      | 27.84       | 2           | 5           |             |
| 9    | Aisling Cooney      | Irlanda     | 27.87       | 2           | 7           |             |
| 10   | Aleksandra Kovaleva | Bielorussia | 27.90       | 2           | 3           |             |
| 11   | Ksenia Moskvina     | Russia      | 27.93       | 1           | 5           |             |
| 12   | Cloe Credeville     | Francia     | 27.94       | 2           | 1           |             |
| 13   | Valery Svigir       | Croazia     | 28.04       | 2           | 2           |             |
| 14   | Marica Strazmester  | Serbia      | 28.18       | 2           | 8           |             |
| 15   | Ekaterina Avramova  | Bulgaria    | 28.58       | 1           | 1           |             |
|      | Theodora Drakou     | Grecia      | non partita | non partita | non partita | non partita |

## Finale
| Pos. | Atleta             | Nazionalità | Tempo | Corsia | Note |
| ---- | ------------------ | ----------- | ----- | ------ | ---- |
|      | Sanja Jovanović    | Croazia     | 27.10 | 3      |      |
|      | Elena Gemo         | Italia      | 27.13 | 5      |      |
|      | Simona Baumrtova   | Rep. Ceca   | 27.30 | 4      |      |
| 4    | Laura Letrari      | Italia      | 27.44 | 7      |      |
| 5    | Alexandra Papusha  | Russia      | 27.75 | 8      |      |
| 6    | Daryna Zevina      | Ucraina     | 27.85 | 6      |      |
| 7    | Fabienne Nadarajah | Austria     | 27.86 | 2      |      |
| 8    | Rachel Lefley      | Regno Unito | 28.08 | 1      |      |